# Ophiocypris megaloplax
Ophiocypris megaloplax är en ormstjärneart som först beskrevs av Ole Theodor Jensen Mortensen 1936.  Ophiocypris megaloplax ingår i släktet Ophiocypris och familjen fransormstjärnor. Inga underarter finns listade i Catalogue of Life.